# والی آردرون
والی آردرون (انگلیسی: Wally Ardron؛ ۱۹ سپتامبر ۱۹۱۸ – ۱۹۷۸) بازیکن فوتبال اهل بریتانیا بود.
از باشگاه‌هایی که در آن بازی کرده‌است می‌توان به باشگاه فوتبال ناتینگهام فارست و باشگاه فوتبال روترهام یونایتد اشاره کرد.